# Ansvarshavende redaktør
En ansvarshavende redaktør er betegnelsen for en person inden for medie-branchen (avis, dagblad, ugeblad, tidsskrift, webzine eller lignende) med juridisk ansvar over for lovgivningen.
Såfremt der rettes anklager om overtrædelser i forhold til lovgivningen mod det pågældende medie, er det den ansvarshavende redaktør, som vil blive holdt ansvarlig under en eventuel retssag.
Den ansvarshavende redaktør er ligeledes den person der ved et massemedie har beføjelse til at træffe endelig afgørelse om indholdet af et skrift eller et program, og som til gengæld har et særligt redaktøransvar